# ادريانو فيديلي
ادريانو فيديلي (بالإيطالية: Adriano Fedele)‏ هو لاعب كرة قدم ومدرب كرة قدم إيطالي في مركز الدفاع، ولد في 13 أكتوبر 1947 في أوديني في إيطاليا. شارك مع منتخب إيطاليا تحت 23 سنة لكرة القدم. أما مع النوادي، فقد لعب مع إنتر ميلان وبوردينوني كالتشيو ونادي أودينيزي ونادي بولونيا وهيلاس فيرونا.